# سی ای وین-ویلیامز
 سی ای وین-ویلیامز (انگلیسی: C. E. Wynn-Williams؛ زاده ۵ مارس ۱۹۰۳ درگذشته ۳۰ اوت ۱۹۷۹) یک دانشمند اهل بریتانیایی‌ها بود.